# Vietoris–Begles avbildningssats
Inom matematiken är Vietoris–Begles avbildningssats, uppkallat efter Leopold Vietoris och Edward G. Begle, ett resultat som säger följande; låt {\displaystyle X} och {\displaystyle Y} vara kompakta metriska rum och {\displaystyle f:X\to Y} en surjektiv kontinuerlig funktion. Anta att fibrerna av {\displaystyle f} är acykliska, så att
{\displaystyle {\tilde {H}}_{r}(f^{-1}(y))=0} för alla {\displaystyle 0\leq r\leq n-1} och alla {\displaystyle y\in Y},
där {\displaystyle {\tilde {H}}_{r}} betecknar den {\displaystyle r}:te reducerade homologigruppen. Då är den inducerade homomorfin
{\displaystyle f_{*}:{\tilde {H}}_{r}(X)\to {\tilde {H}}_{r}(Y)}
en isomorfi för {\displaystyle r\leq n-1} och en surjektion för {\displaystyle r=n}.